# Knox (Maine)
Knox – miasto w Stanach Zjednoczonych, w stanie Maine, w hrabstwie Waldo.